# Werner Neuer
Werner Neuer (* 6. Mai 1951) ist ein deutscher evangelischer Pfarrer. Er war 2000 bis 2016 Dozent für systematische Theologie am Theologischen Seminar St. Chrischona. Er gilt als Fachmann des Schweizer Theologen Adolf Schlatter.

## Leben
Werner Neuer studierte von 1970 bis 1972 Geschichte, Politik und Geographie an der Universität Heidelberg sowie von 1973 bis 1977 evangelische Theologie an den Universitäten Heidelberg und Tübingen. 1985 promovierte er an der Universität Marburg bei C.H. Ratschow im Fachbereich Systematische Theologie. 1989 folgte das Vikariat und Ordination in der württembergischen Landeskirche. 1990–1997 war er wissenschaftlicher Assistent am Institut für Missionswissenschaft und Ökumenische Theologie der Universität Tübingen, danach Theologischer Referent der Württembergischen Landeskirche und absolvierte in Bad Urach eine Pfarrerfortbildung.
Von 2000 bis zu seinem Ruhestand 2016 dozierte er als Helmut Burkhardts Nachfolger Dogmatik, Ethik, Ökumenische Theologie, Religionskunde und Theologie der Religionen am Theologischen Seminar St. Chrischona (TSC). Des Weiteren war er Gastdozent an der Gustav-Siewerth-Akademie in Bierbronnen und an der Staatsunabhängigen Theologischen Hochschule (STH) Basel. Neuer ist seit 2010 Vorsitzender der Theologischen Kommission der Internationalen Konferenz Bekennender Gemeinschaften (IKBG) und der einzige Protestant, der seit 2004 ständiger Gast im Schülerkreis Benedikt XVI.(Joseph Ratzinger) ist.
Neuer ist seit 1978 verheiratet, Vater von sieben Kindern und lebt in Schallbach bei Lörrach.

## Werke
Seine umfangreichen theologischen Publikationen umfassen bisher (2012) über 200 Beiträge zu Theologiegeschichte, Dogmatik, Ethik, ökumenische Theologie und Religionstheologie. Besonders bekannt wurde seine große Biographie über Adolf Schlatter (Adolf Schlatter. Ein Leben für Theologie und Kirche, 1996), die international und über die Konfessionsgrenzen hinweg mit ca. 60 Rezensionen eine ungewöhnlich große und fast ausnahmslos positive Resonanz fand. Eine kleine, später ins Englische (1995) und Koreanische (2002) übersetzte Schlatter-Biographie war schon 8 Jahre vorher erschienen. Insgesamt widmet sich Neuer etwa in einem Viertel seiner 200 veröffentlichten Arbeiten diesem Schweizer Theologen.
In dem preisgekrönten Werk Heil in allen Weltreligionen? Das Verständnis von Offenbarung und Heil in der pluralistischen Religionstheologie John Hicks (2009) zeigt Neuer die teilweise erheblichen Widersprüche in Hicks Theorie auf.
In seinem auch ins Englische übersetzten Buch Mann und Frau in christlicher Sicht (1993) betont er die Gleichwertigkeit von Mann und Frau, aber auch – gegen den Feminismus – die Wesensverschiedenheit von Mann und Frau sowie die Führungsaufgabe des Mannes und die Ablehnung der Frauenordination.

## Positionen
Neuer ist der Auffassung, dass christliche Ehe nicht nur die gegenseitige Ergänzung und Beglückung der Partner, sondern auch die Zeugung von Kindern beinhaltet. Papst Benedikt XVI. begrüßte er 2005 als „ein Geschenk auch an die evangelische Christenheit“. In katholischen Kreisen ist Neuer als Gegner der künstlichen Empfängnisverhütung und Verteidiger der Enzyklika Humanae vitae aus dem Jahr 1968 von Papst Paul VI. bekannt. Als Mitglied im badischen „Initiativkreis Evangelisches Kirchenprofil“ und dem Netzwerk Bibel und Bekenntnis lehnt er die Zulassung von praktizierenden Homosexuellen zum evangelischen Pfarramt ab. Die maßgeblich von ihm verfasste „Salzburger Erklärung“ der Internationalen Konferenz Bekennender Gemeinschaften (IKBG) wurde 2015 von vielen Persönlichkeiten aus der katholischen Kirche (darunter dem emeritierten Papst Benedikt XVI.), den orthodoxen und protestantischen Kirchen unterstützt.

## Veröffentlichungen (Auswahl)
als Autor (Auswahl)
- Der Zusammenhang von Dogmatik und Ethik bei Adolf Schlatter. Eine Untersuchung zur Grundlegung christlicher Ethik. Dissertation. Brunnen-Verlag, Gießen / Basel 1988, ISBN 978-3-7655-9320-8.
- Chemischer Krieg gegen Kinder? Eine Analyse … zu Fragen der Schwangerschaftsverhütung. idea-Dokumentation, Wetzlar 1990.
- Mann und Frau in christlicher Sicht. 5. Auflage. Gießen / Basel 1993, ISBN 3-7655-9503-9.
- Adolf Schlatter – Ein Leben für Theologie und Kirche. Stuttgart 1996, ISBN 3-7668-3390-1.
- Die Enzyklika „Humanae Vitae“ im Licht von Bibel und Tradition. In: R. Süßmuth (Hrsg.): Empfängnisverhütung. Fakten, Hintergründe, Zusammenhänge. Holzgerlingen 2000, S. 1031–1071.
- Heil in allen Weltreligionen? Das Verständnis von Offenbarung und Heil in der pluralistischen Religionstheologie John Hicks. Gießen 2009, ISBN 978-3-7655-1755-6, ISBN 978-3-86540-074-1.

als Herausgeber oder Mitverfasser (Auswahl)
- Adolf Schlatter: Der Dienst des Christen. Beiträge zu einer Theologie der Liebe. 2. Auflage. Gießen 2002.
- Adolf Schlatter: Die Bibel verstehen. Aufsätze zur biblischen Hermeneutik. Gießen 2002.
- Alexander Garth/Werner Neuer: Die EKD-Missionsynode. Bilanz des Jahres 2000. Die 24 deutschen Landeskirchen nach der Leipziger EKD-Synode vom November 1999. Idea-Dokumentation, Wetzlar 2001.
- Heinzpeter Hempelmann, Werner Neuer, Johannes Lüpke (Hrsg.): Realistische Theologie. Eine Hinführung zu Adolf Schlatter. Brunnen-Verlag, Gießen / Basel 2006, ISBN 978-3-7655-1384-8.

## Auszeichnungen
- 2005: Adolf-Schlatter-Preis[16]